# 貝爾弗里 (蒙大拿州)
貝爾弗里（英語：Belfry）是位於美國蒙大拿州卡本縣的普查規定居民點。

## 歷史
貝爾弗里的郵局自1906年營運至今。

## 人口
根據2020年美國人口普查的數據，貝爾弗里的面積為4.45平方千米，當中陸地面積為4.31平方千米，而水域面積為0.14平方千米。當地共有人口193人，而人口密度為每平方千米43.37人。